# Pietro Fassi
Pietro Fassi (Desenzano al Serio, 24 settembre 1885 – Albino, 20 dicembre 1965) è stato un pittore italiano.

## Biografia
Pietro Fassi nacque a Desenzano al Serio nel 1885, primogenito di Angelo e Angelina Pezzoli. 
Dal 1902 al 1907 frequentò l'Accademia Carrara di Bergamo, dove ebbe modo di seguire le lezioni di Ponziano Loverini e dove conobbe Giuseppe Siccardi e Giorgio Oprandi. Nel 1907 ottenne una borsa di studio per proseguire i suoi studi presso l'Accademia di belle arti di Roma, dove approfondì in particolare la rappresentazione del nudo. 
Nel 1915 presta il servizio militare che lo obbliga a interrompere la sua attività artistica, che riprese solo nel 1920, quando si trasferì a Clusone. Clusone divenne la sua seconda patria, e proprio nelle vicinanze ebbe modo di conoscere lo scultore Giacomo Manzù, con il quale il Fassi rimase amico. 
Sempre nella cittadina dell'Alta Valle Seriana, Pietro Fassi conobbe Maria Trussardi, con la quale si sposò nel 1932.
Nel 1939 restaurò alcuni affreschi di Giovanni Brighenti nella chiesa parrocchiale di Onore, e nello stesso anno espose presso la Mostra d'Arte del Sindacato fascista di Belle Arti di Milano e nel 1945 presso la Mostra Permanente di Bergamo.
Lo stile pittorico del Fassi risentì della cultura dell'epoca di matrice romantica e verista. Si dedicò soprattutto al ritratto, al paesaggio e alla rappresentazione di fiori.
Dopo la morte della moglie avvenuta nel 1955 si trasferì ad Albino, dove morì nel 1965.
Nel maggio 2018, a Clusone è organizzata una mostra temporanea dal titolo Nei colori del giorno. L'esposizione, con più di cinquanta opere dell'artista, per lo più inedite e provenienti da collezioni private, viene articolata in due sedi: il Museo Arte Tempo e il Museo Museo della Basilica di Clusone.

## Opere (parziale)
- Martirio di S. Brigida e Martirio di S. Caterina - Chiesa parrocchiale di Santa Barbara di Bondo Petello[5][6]
- Ritratto del medico Matteo Rota - Quadreria dell'Ospedale Papa Giovanni XXIII di Bergamo[7]
- Avv.Gaetano Sacchini - Museo Arte Tempo di Clusone